# Agnaridae
Agnaridae es una familia de crustáceos isópodos. Sus 163 especies reconocidas son casi cosmopolitas.

## Géneros
Se reconocen los 11 siguientes:
- Agnara Budde-Lund, 1908 (18 especies)
- Fossoniscus Strouhal, 1965 (1 especie)
- Hemilepistoides Borutzky, 1945 (1 especie)
- Hemilepistus Budde-Lund, 1879 (20 especies)
- Koreoniscus Verhoeff, 1937 (2 especies)
- Lucasioides Kwon, 1993 (27 especies)
- Mongoloniscus Verhoeff, 1930 (17 especies)
- Orthometopon Verhoeff, 1917 (8 especies)
- Phalaba Budde-Lund, 1910 (3 especies)
- Protracheoniscus Verhoeff, 1917 (64 especies)
- Pseudoagnara Taiti & Ferrara, 2004 (2 especies)